# The Manhattan Transfer Meets Tubby the Tuba
The Manhattan Transfer Meets Tubby the Tuba è un album di canzoni per l'infanzia del gruppo vocale statunitense The Manhattan Transfer, pubblicato nel 1994 dalla Atlantic Records.

## Il disco
L'album segnò il ritorno dei Manhattan Transfer alla Atlantic dopo la parentesi alla Columbia. Meets Tubby the Tuba fu la prima esperienza del gruppo vocale con la musica per l'infanzia.
Il disco è la riproposizione del popolare personaggio della tuba Tubby creato dall'autore e attore Paul Tripp con il compositore George Kleinsinger nel 1945 nella canzone Tubby the Tuba che fu portata al successo da Danny Kaye. Tubby, alla scoperta di una melodia da suonare, fu poi protagonista di film a cartoni animati, di varie versioni musicali e di spin off basati sui personaggi musicali di Tripp, come Celeste e Peepo (un ottavino).
Il personaggio di Tubby divenne celebre anche per il messaggio educativo contenuto in uno slogan divenuto famoso: 
(Paul Tripp,Tubby at the Circus)
Nel disco, basato su quattro avventure musicali di atmosfera jazz, furono inserite, oltre alla canzone originale, anche altri brani con protagonista Tubby e un sequel inedito, The Further Adventures of Tubby the Tuba.
Meets Tubby the Tuba contiene un libretto illustrato con i testi delle quattro avventure. Il disco fu candidato come miglior disco per l'infanzia alla 37ª edizione dei Grammy Awards nel 1995. Successivamente il disco è stato riproposto da altre case discografiche specializzate in dischi per bambini.

## Tracce
1. Tubby the Tuba – 13:55
2. Tubby at the Circus – 10:59
3. Tubby Meets a Jazz Band – 11:37
4. The Further Adventures of Tubby the Tuba – 16:23

## Formazione
- The Manhattan Transfer - voce
  - Cheryl Bentyne
  - Tim Hauser
  - Alan Paul
  - Janis Siegel
- Naples Philharmonic - orchestra
- Timothy Russell - direzione
- Paul Tripp - voce narrante
- Tommy Johnson, Michael Zion - tuba
- James Dallas - batteria

## Edizioni
- 1994 – CD, Atlantic Records, USA
- 2001 – CD, D'Note Kids 553 001 2, USA